# Karlssonstjärnen (Töre socken, Norrbotten)
Karlssonstjärnen är en sjö i Kalix kommun i Norrbotten och ingår i Kalixälvens huvudavrinningsområde.